# Ypsilospora africana
Ypsilospora africana är en svampart som beskrevs av Y. Ono & J.F. Hennen 1979. Ypsilospora africana ingår i släktet Ypsilospora och familjen Raveneliaceae.   Inga underarter finns listade i Catalogue of Life.